# Lestica clypeata
Lestica clypeata är en stekelart som först beskrevs av Johann Christian Daniel von Schreber 1759.  Lestica clypeata ingår i släktet Lestica, och familjen Crabronidae. Enligt den finländska rödlistan är arten sårbar i Finland. Arten är reproducerande i Sverige. Artens livsmiljö är skogar.